# 회혼시
〈회혼시〉(回婚詩)는 정약용이 지은 한시이다.
정약용은 15세 때 아내 홍씨와 결혼해 만 60년을 내외로 살았다. 회혼일을 기념하며 썼으나, 다산이 회혼일 아침에 세상을 떠나 그의 마지막 시가 되었다.

## 전문과 번역
| 回婚詩 六十風輪轉眼翩 穠桃春色似新婚 生離死別催人老 戚短歡長感主恩 此夜蘭詞聲更好 舊時霞帔墨猶痕 剖而復合眞吾象 留取雙瓢付子孫 | 회혼시 육십 년 세월, 눈 깜빡할 사이 날아갔는데도 짙은 복사꽃, 봄 정취는 신혼 때 같구려. 나고 죽는 것과 헤어지는 것이 사람 늙기를 재촉하지만 슬픔은 짧았고 기쁨은 길었으니 성은에 감사하오. 이 밤 〈목란사〉 소리 더욱 좋고 그 옛날 치마에 먹 자국은 아직도 남아 있소. 나뉘었다 다시 합하는 것이 참으로 우리의 모습이니 한 쌍의 표주박을 자손에게 남겨 줍시다. |  |